# Issam Baouz
 (juillet 2016).
Si vous disposez d'ouvrages ou d'articles de référence ou si vous connaissez des sites web de qualité traitant du thème abordé ici, merci de compléter l'article en donnant les références utiles à sa vérifiabilité et en les liant à la section « Notes et références ».
Issam Baouz, né le 30 novembre 1990 à Paris 14e, est un footballeur franco-algérien évoluant au poste de milieu de terrain au Club athlétique de Vitry. 

## Biographie
Issam commence le football au COSMA Arcueil à l’âge de huit ans : une passion[non neutre] pour ce sport débute. Afin de progresser davantage, il part dans le club voisin, le Montrouge FC 92. Ce club a vu passer plusieurs joueurs tels que Hatem Ben Arfa, Demba Ba, Marvin Martin, Issiar Dia, Brice Dja Djédjé, ou encore Aatif Chahechouhe. Après une saison très satisfaisante[réf. nécessaire], il rejoint un des meilleurs clubs[non neutre] de la région parisienne, le Paris Football Club, en 16 ans nationaux, avec lequel il participera au tournoi international de Montaigu. 
Son baccalauréat ES en poche, il rebondit aux Lilas FC en CFA 2 où il joue une saison. En 2012, il s’engage au Villemomble SF, alors en CFA, où il passe deux saisons remarquables[réf. nécessaire]. À la suite de nombreuses sollicitations, Issam choisit de s’envoler pour la Ligue 1 Mobilis, en Algérie, avec le club de l’ES Sétif. 
C’est donc dans la ville natale de ses parents qu’il va étoffer son palmarès : une participation à la Coupe du monde des clubs 2014 au Maroc, où l’ESS termine 5e. Il remporte ensuite la Supercoupe d’Afrique en février 2015, avant d’être sacré champion de la Ligue 1 Mobilis. L’ESS finit l’année en raflant la Supercoupe d’Algérie. Lors de cette même année, il participe à la Ligue des champions africaine.

## Palmarès
- Champion d'Algérie en 2015 avec l'Entente sportive sétifienne

## Sources
- Issam Baouz : « Au Maghreb, il y a pas mal de tripoteurs de ballons », article sur sofoot.com
- Du CFA au Mondial des Clubs, le fabuleux destin de Belameiri et Baouz !, article sur footmercato.net